# Wargnies-le-Petit
Wargnies-le-Petit és un municipi francès, situat a la regió dels Alts de França, al departament del Nord. L'any 2006 tenia 744 habitants. Limita al nord amb Bry, al nord-est amb La Flamengrie, a l'est amb Preux-au-Sart, al sud-oest amb Frasnoy, a l'oest amb Villers-Pol i al nord-oest amb Wargnies-le-Grand.

## Demografia
| 1962                                       | 1968 | 1975 | 1982 | 1990 | 1999 | 2006 |
| ------------------------------------------ | ---- | ---- | ---- | ---- | ---- | ---- |
| 606                                        | 662  | 634  | 599  | 676  | 711  | 766  |
| Des de 1962: població sense dobles comptes |      |      |      |      |      |      |

## Administració
| Període   | Identitat       | Partit         |
| --------- | --------------- | -------------- |
| 2001-2008 | Georges Petit   | Front Nacional |
| 2008-     | Geneviève Porez |                |